# Oślepienie Samsona (obraz Rembrandta)
Oślepienie Samsona – obraz holenderskiego malarza Rembrandta Harmenszoona van Rijn. Obraz sygnowany u dołu po lewej stronie: Rembrandt.f.1636.
Samson był jednym z ulubionych bohaterów Rembrandta. Przedstawiał go w różnych epizodach opisanych w Starym Testamencie, często interpretując je na swój indywidualny sposób. Namalował pięć scen z życia Samsona: Wesele Samsona, Samson i Dalila, Samson zdradzony przez Dalilę i Samson grożący teściowi.

## Geneza
Temat obrazu został zaczerpnięty ze Starego Testamentu z Księgi Sędziów. Ilustruje finał historii Filistynki Dalili i zakochanego w niej mocarza Samsona. Dalila była wysłanniczką Filistynów. Miała dowiedzieć się, gdzie tkwi przyczyna niezwyciężonej siły Samsona i wydać go jego wrogom. Po trzykrotnej próbie wyciągnięcia tajemnicy od zakochanego Samsona, w końcu Dalili udaje się odkryć tajemnicę siły mężczyzny: 

...wówczas otworzył przed nią całe swoje serce i wyznał jej: „Głowy mojej nie dotknęła nigdy brzytwa, albowiem od łona matki jestem Bożym nazirejczykiem. Gdyby mnie ogolono, siła moja odejdzie, osłabnę i stanę się zwykłym człowiekiem”. Dalila zrozumiawszy, że jej otworzył całe swe serce, posłała po władców filistyńskich z wiadomością: „Przyjdźcie jeszcze raz, gdyż otworzył mi całe swoje serce”. Przyszli więc do niej władcy filistyńscy, niosąc srebro w swoich rękach. Tymczasem uśpiła go na kolanach i przywołała jednego z mężczyzn, aby mu ogolił siedem splotów na głowie. (...) Wówczas Filistyni pojmali go, wyłupili mu oczy i zaprowadzili do Gazy, gdzie przykuty dwoma łańcuchami z brązu musiał w więzieniu mleć ziarno. (Sdz 16:17-21)

## Opis obrazu
Oślepienie Samsona to jeden z największych, ale i najdramatyczniejszych obrazów barokowych malarza. Rembrandt namalował go dla Constantijna Huygensa jako zadośćuczynienie za opóźnienie wykonania obrazów wchodzących w skład Pasji. Artysta wybrał chwilę, gdy Filistyni – po tym jak Dailia obcięła włosy Samsonowi – rzucają się na mocarza, wiążą go i oślepiają. Rembrandt w jednej scenie splótł kilka epizodów. Scena rozgrywa się w ciemnym pomieszczeniu, oświetlonym jedynie światłem padającym przez otwór bardziej przypominający wejście do jaskini lub namiotu niż do komnaty. Na pierwszym planie widać powalonego Samsona, próbującego wyswobodzić się z więzów i walczącego jeszcze z oprawcami. Widać jego napięte mięśnie na rękach siłujących się z napastnikiem znajdującym się pod ciałem olbrzyma, widać zaciśniętą pięść wiązaną przez drugiego z Filistynów. Trzeci z oprawców godzi olbrzyma sztyletem w oko; trzyma go bardzo niezdarnie, za ostrze zamiast rękojeść. Szczegół świadczący o pośpiechu Filistynów, którym Rembrandt nadaje scenie jeszcze większej chaotycznej dynamiki. Na twarzy Samsona widać ból, obłędny ból zdradzonego Samsona, któremu wróg wykłuwa oczy, gdy go wydała kochanka
Scena posiada cechy stylu barokowego. Wszystkie postacie są w ruchu wraz z Dalilą widoczną na drugim planie, uciekającą z namiotu, jeszcze oglądającą się za siebie, trzymającą mocno w dłoniach pukiel włosów i nóż. W jej oczach widać przerażenie. Ruch sugeruje również silny kontrast światła i cienia na przemian przenikający się w jasnych i ciemnych partiach obrazu. Barokowy kontrast widoczny jest także w kolorystyce: czerwień ubrania jednego z żołnierzy i miecz odbijający od błękitu tła, ciemne partie kontrastują z jasno oświetlonymi partiami; plastyczne przedstawione postacie żołnierzy kontrastuje z płaską sylwetką halabardzisty z mieczem. Bogactwo kolorów jakie użył artysta jest kolejnym ukłonem w stronę stylu barokowego: ...światło (...) ma odcień szarobłękitnego oparu. Suknia Dalili jest błękitna o metalicznym lśnieniu. Halabardzista odziany jest w barwy czerwonobrązowe, wpadające w odcień przytłumionego cynobru. (...) Szaty Samsona są cytrynowożółte.
Inspiracją dla powstania obrazu mogło być dzieło Rubensa Pojmanie Samsona z 1610 roku, lecz wersja Rembrandta ma bardziej dramatyczne zabarwienie.

## Proweniencja
Najwcześniejsze informacje o obrazie pochodzą z 1731 roku. Obraz znajdował się w Wiedniu, w kolekcji Friedricha Karla von Schönborna w Schönborn Garden Palace, gdzie widział go JC Füssli podczas swojej podróży do tego miasta. W kolejnych latach dzieło przechodziło do kolejnych potomków rodziny Schönborn (m.in. Eugen Graf von Schönborn-Buchheim Erwein Franz). W 1905 roku obraz został zakupiony przez Städel Museum. Inicjatorem zakupu był wówczas nowy dyrektor muzeum Ludwig Justi. Za jego staraniem obraz został zakupiony od rodziny hrabiego Schönborn z Wiednia, za kwotę 336 tys. marek. Tak ogromną kwotę jak na ówczesne standardy udało się zebrać dzięki 85 prywatnym darczyńcom, którzy przekazali kwotę łączną 167.700 marek. Obecnie jest to jeden z najcenniejszych dzieł w kolekcji muzeum.